# Mélina Bernier
Pour les articles homonymes, voir Bernier.
 (août 2024).
Mélina Bernier est une consultante en recherche et poétesse québécoise née en 1980.

## Biographie
Née en 1980 à Rimouski, au Québec, Mélina Bernier fait des études à l'Université du Québec à Montréal, où elle obtient une maîtrise en 2007. Son mémoire porte sur l'intervention sociale auprès des travailleuses du sexe.
De 2008 à 2013, elle s'implique auprès de la Coalition des organismes communautaires québécois en lutte contre le sida (COCQ-SIDA) en tant que personne-ressource.
Elle est sélectionnée dans le cadre du Programme de parrainage de l'Union des écrivaines et des écrivains québécois (UNEQ) pour l'année 2010-2011. Unique poétesse de sa cohorte de neuf personnes, elle a été jumelée à Claudine Bertrand,. Après son programme de parrainage, elle publie en 2012 son premier recueil de poésie, Amour debout, aux éditions La Peuplade. Ce recueil reçoit une critique mitigée. Si pour Sébastien Dulude, le minimalisme manque en puissance, pour Lucie Renaud, les « fragments arides » du recueil cachent néanmoins « la cohérence et la force […] de l’ensemble. » Pour le poète Charles Dionne, « une impressionnante fragilité se dégage » du recueil. Selon Geneviève Désilets, critique de la chronique « À livre ouvert » pour la revue art le Sabord, les mots de ce premier recueil « transportent des images d'une belle intensité ». Elle écrit, à propos du texte : « Après la dévastation, on assiste à la lente reconstruction du monde. La beauté et l’espoir cohabitent dans le chaos, car celui-ci entraîne une renaissance. Le réel défaillant révèle peu à peu ses promesses et ses richesses. L’attachement aux choses permet d’envisager la réalité autrement. Le paysage vide et froid se transforme; le soleil dissipe les ruines et les restes d’éclats sombres. »
Depuis 2018, elle est consultante en recherche et en évaluation communautaire pour des groupes comme CACTUS Montréal, Tandem Mauricie, MIELS-Québec et GAP-VIES.
Parallèlement, elle est responsable de la rédaction et de la révision pour la revue scientifique Science of Nursing and Health Practices / Science infirmière et pratiques en santé, publiée par le Réseau de recherche en interventions en sciences infirmières du Québec.
En 2020, elle publie Florence, jusqu'au bout du bleu, un recueil de poésie écrit au retour d'un voyage en Italie. Le recueil invite les lecteurs à une déambulation dans les rues de Florence, sur fond mystique en lien avec Claire et François d'Assise. Le recueil crée « une ambiance volatile [...] qui esquissent un lieu, un espace calmes et discrets, mais vivants. »
Mélina Bernier poursuit son implication auprès des personnes séropositives. Elle a notamment participé au comité d'encadrement de la professeure Maria Nengeh Mensah dans le cadre du projet VIHsibilité: le Porte-voix en 2013, ainsi qu'aux travaux de recherche menés dans le cadre du projet interuniversitaire CHIWOS, « Étude sur la santé sexuelle et reproductive des femmes vivant avec le VIH au Canada », en 2015,. Elle participe toujours aux projets de COCQ-SIDA, notamment leur projet « Riposte communautaire québécoise au VIH »,. 

## Œuvres

### Poésie
- Amour debout (ill. Suana Verelst), Saguenay, La Peuplade, 2012, 77 p. (ISBN 978-2-923530-41-3)
- Florence, jusqu'au bout du bleu, Montréal, Éditions du Noroît, 2020, 104 p. (ISBN 9782897662431)

### Collectif
- Joanne Otis, Mélina Bernier et Joseph Josy Lévy (dir.), La recherche communautaire VIH/sida : des savoirs engagés, Québec, Presses de l'Université du Québec, 2015, 366 p. (ISBN 9782760543249)